# Научно-производственное объединение машиностроения

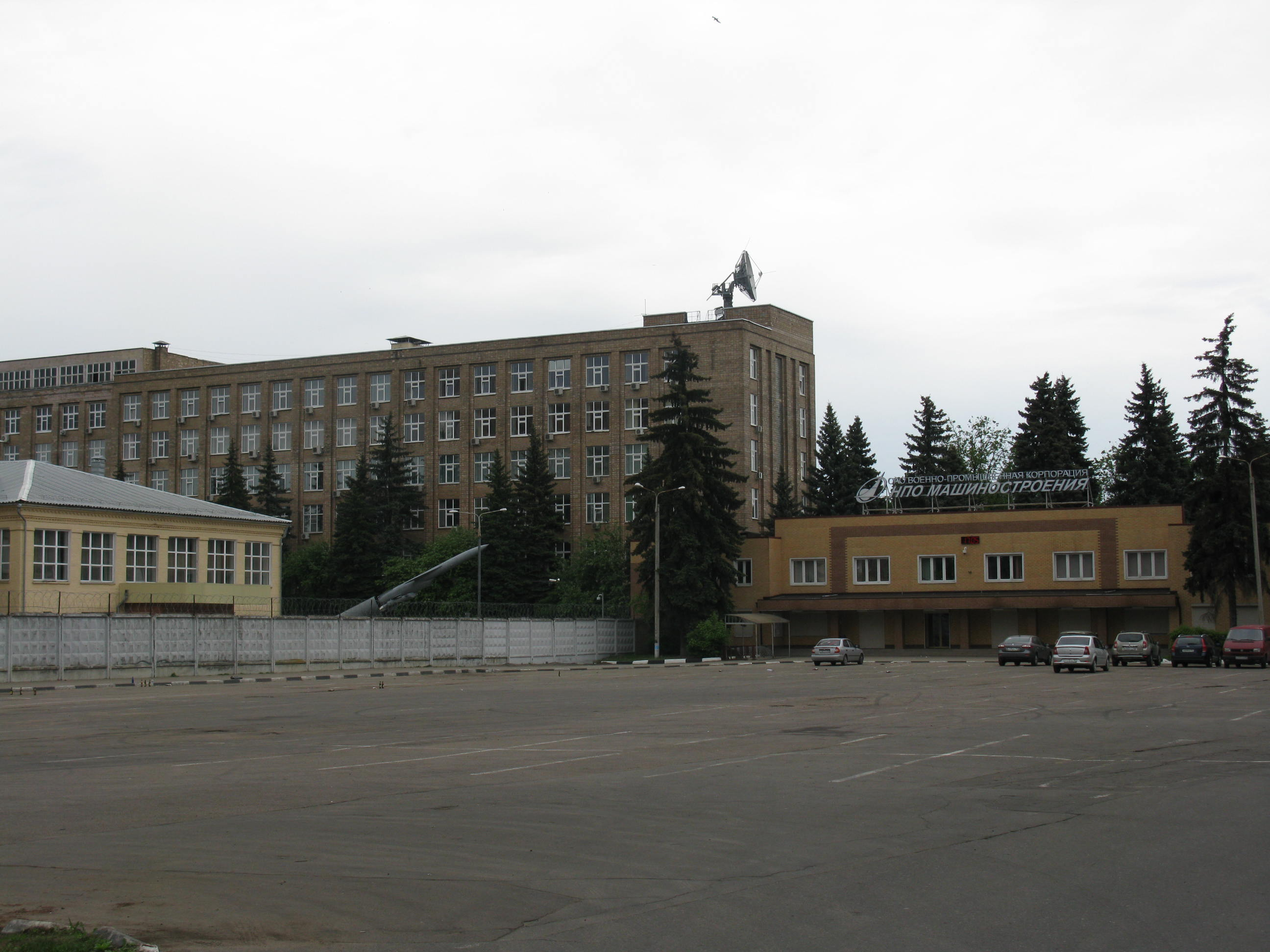
Заводоуправление предприятия.

Акционерное общество «Военно-промышленная корпорация „Научно-производственное объединение машиностроения“» (сокр. АО «ВПК „НПО машиностроения“»), ранее ФГУП «НПО машиностроения», ЦКБМ, ОКБ-52, СКГ, ОКБ завода № 51 — одно из ведущих ракетно-космических предприятий СССР и России, один из двух (наряду с РКК Энергия/ОКБ-1) разработчиков полного спектра ракетной и космической техники — ракет-носителей, спутников, пилотируемых космических кораблей, пилотируемых орбитальных станций и их модулей, военных баллистических, крылатых и прочих ракет.

## История
Основана в 1944 году под руководством В. Н. Челомея как конструкторское бюро по созданию самолётов-снарядов, организованное на базе ОКБ авиазавода № 51, во главе которого ранее стоял Н. Н. Поликарпов. Находится в городе Реутове Московской области.
27 октября 2012 года подписан Указ Президента РФ № 1443 о вхождении Военно-промышленной корпорации «НПО машиностроения» и передаче к маю 2014 года 100 % акций ОАО «ВПК „НПО машиностроения“» в уставной капитал корпорации «Тактическое ракетное вооружение». Данный Указ подписан после тщательного анализа двух вариантов проекта Указа Президента РФ (первый вариант датируется 02 мая 2012 года, второй вариант — 03 сентября 2012 года).
С ознакомительными целями предприятия посещали главы государства: Н. С. Хрущёв, В. В. Путин, Д. А. Медведев.
За создание новейших образцов вооружения предприятие было награждено правительственными наградами — орденом Ленина (26 июня 1959 г.), орденом Трудового Красного Знамени (28 апреля 1963 г.), орденом Октябрьской Революции (12 августа 1976 г.). 9 ноября 2004 года за большой вклад в создание специальной техники и укрепление обороноспособности страны коллектив предприятия был удостоен благодарности Президента РФ.

## Названия в разные годы
- 19 сентября 1944 — 9 февраля 1953 — КБ завода № 51[1] (бывший завод авиационного КБ Н. Н. Поликарпова)
- В начале 50-х годов КБ расформировывается и становится филиалом ОКБ-155 А. И. Микояна
- С 1954 года организована Специальная конструкторская группа СКГ-10 по созданию морских крылатых ракет во главе с В. Н. Челомеем (на территории двигателестроительного завода № 500 в подмосковном Тушино)
- 26 августа 1955 СКГ-10 преобразована в Союзное ОКБ-52 МАП (на базе Реутовского механического завода и НИИ-642) с перебазированием в г. Реутов
- В соответствии с приказом МАП от 6 ноября 1957 года, ОКБ-52[1] и НИИ-642 объединяются и преобразовываются в НИИ-642.
- В 1958 году НИИ-642 ликвидируется, и становится филиалом № 2 ОКБ-52 по разработке систем управления крылатых ракет (в 1990 году предприятие получило самостоятельность от НПО машиностроения, ныне ОАО «ГосМКБ „Вымпел“»)
- В 1962 году в состав ОКБ-52 включают ОКБ-23 В. М. Мясищева в качестве филиала № 1 в Филях (впоследствии КБ «Салют» ГКНПЦ им. Хруничева)
- С 1962 по 1964 год ОКБ-301 МАП (ныне НПО им. Лавочкина), также входило в ОКБ-52 в качестве филиала № 3 ОКБ-52
- В 1966 году ОКБ-52 переименовывают в ЦКБ машиностроения (ЦКБМ)
- С 1983 года — НПО машиностроения (с 1998 года имело юридический статус государственного унитарного предприятия (ГУП), с 2001 года — федерального государственного унитарного предприятия (ФГУП)). В 2002 году в состав НПО машиностроения входили: ЦКБМ, Опытный завод машиностроения (ОЗМ), КБ «Орион» (г. Оренбург), проектно-строительный комплекс (ПСК).
- С февраля 2007 — ОАО «ВПК „НПО машиностроения“»

## Собственники и руководство
По состоянию на 01.01.2016, 96,27 % акций АО «ВПК „НПО машиностроения“» принадлежат АО "Корпорация «Тактическое ракетное вооружение», остальные 3,73 % — Российской Федерации в лице Росимущества. Генеральный директор — Александр Георгиевич Леонов.

## Основные направления деятельности
- Боевые комплексы с крылатыми ракетами
- Стратегические ракетные комплексы и ракеты-носители
- Интегрированные информационно-космические системы
- Информационные технологии, возобновляемая энергетика и интегрированные инновационные продукты технологий двойного применения

## Санкции
В июле 2014 года, из-за аннексии Крыма и войны в Донбассе, предприятие было включено в секторальный санкционный список США. В феврале 2020 года предприятие включено в блокирующий санкционный список США в соответствии с законом о нераспространении оружия массового поражения. 24 июня 2021 года предприятие внесено в санкционный список Украины.
24 февраля 2023 года, из-за вторжения России на Украину, Минфин США ввёл блокирующие санкции в отношении предприятия «за работу в аэрокосмическом секторе экономики России».
23 февраля 2024 года предприятие включено в санкционный список стран Евросоюза так как оно «занимается разработкой и производством ракеты «П-800 Оникс», которая используется Вооруженными силами России в агрессивной войне против Украины»

## Разработки

### Самолёты-снаряды
- 10Х
- 16Х

### Крылатые ракеты
- П-5
- П-5Д
- П-6
- П-35
- «Прогресс»
- П-70 «Аметист»
- П-25
- П-120 «Малахит»
- П-500 «Базальт»
- П-1000 «Вулкан»
- П-700 «Гранит»
- 3М25 «Метеорит»
- П-800 «Оникс»
- «БраМос»
- «Циркон»

### Ракетный комплекс
- Бастион
- Редут

### Межконтинентальные баллистические ракеты
- УР-100
- УР-100К
- УР-100У
- УР-100Н
- УР-100Н УТТХ
- УР-200
- УР-500

### Управляемые боевые блоки
- 15Ю70 объект 102
- 15Ю71 объект 4202

### Ракеты-носители
- УР-500К «Протон» (первая в СССР и мире тяжёлая РН)
- УР-700 (нереализованный проект сверхтяжёлой РН для лунных экспедиций)
- РН «Стрела»

### Космические системы и аппараты
- «Протон» (первые в СССР и мире тяжёлые ИСЗ-научные космические станции)
- «Полёт-1» (первые в СССР и мире маневрирующие ИСЗ)
- Интегрированный оборонно-наступательный океаническо-сухопутно-космический комплекс (проект)
- Комплекс противокосмической обороны «ИС»
- МКРЦ (система глобальной морской космической разведки и целеуказания)
- ЛКС (нереализованный проект крылатого многоразового пилотируемого космического корабля-космоплана, запускаемого РН «Протон»[13])
- ЛК-1 (нереализованный проект лунно-облётного пилотируемого КК)
- ЛК-700 (нереализованный проект лунно-посадочного пилотируемого КК)
- комплекс военно-космической программы «Алмаз» с орбитальной пилотируемой станцией и первым в СССР тяжёлым пилотируемым КК ТКС[14]
- модули орбитальной пилотируемой станции «Мир»
- Космическая система дистанционного зондирования Земли «Алмаз-Т»
- Космическая система дистанционного зондирования Земли «Кондор-Э»
- Космические системы на базе аппаратов мини-класса

## Дочерние общества
В состав корпорации входят:
- АО «ПО „Стрела“» (г. Оренбург)
- АО «Пермский завод „Машиностроитель“» (г. Пермь)
- АО «НПО электромеханики» (г. Миасс, Челябинская область)
- АО «Авангард» (г. Сафоново, Смоленская область)
- АО «УНИИКМ» (г. Пермь)

Имеет представительство в г. Байконуре, которое расположено по адресу: ул. Первомайская, д. 23.
ОАО «ВПК „НПО машиностроения“» является учредителем и ей принадлежит 49 % уставного капитала Совместной российско-индийской организации «БраМос», занимающейся разработкой, производством и сбытом одноимённой крылатой ракеты. Указанная величина уставного капитала в собственности вызвана особенностями российского и индийского законодательств. Штаб-квартира организации находится в Нью-Дели (Индия).